# Lennart Samuelsson
Lennart Samuelsson (ur. 7 lipca 1924 w Borås, zm. 27 listopada 2012 w Borlänge) – szwedzki piłkarz, obrońca i trener. Brązowy medalista MŚ 50.
W reprezentacji Szwecji w latach 1950–1955 rozegrał 36 spotkań. Podczas MŚ 50 wystąpił we wszystkich pięciu meczach Szwecji w turnieju. Był wówczas piłkarzem IF Elfsborg - w barwach tego zespołu debiutował w 1947 w pierwszej lidze. Po turnieju wyjechał zagranicę i sezon spędził w OGC Nice (mistrzostwo Francji). Od 1951 ponownie był piłkarzem IF. Znajdował się wśród brązowych medalistów w igrzysk w Helsinkach. Po zakończeniu kariery piłkarskiej został trenerem. Prowadził IFK Luleå, IK Brage i Örebro SK.